# Rohynci (obwód winnicki)
Rohynci (ukr. Рогинці) – wieś na Ukrainie, w obwodzie winnickim, w rejonie chmielnickim. W 2001 liczyła 387 mieszkańców, spośród których 386 wskazało jako ojczysty język ukraiński, a 1 rosyjski.